# Colpodon
Colpodon (Burmeister, 1885) è un genere estinto di mammiferi notoungulati, appartenente ai tossodonti. Visse nel Miocene inferiore (da circa 21 a 17,5 milioni di anni fa) e i suoi resti fossili sono stati ritrovati in Sudamerica (Argentina e Cile).

## Descrizione
Questo animale è noto quasi esclusivamente per resti cranici, e quindi l'aspetto generale è del tutto ipotetico. Dal raffronto con animali simili più noti (ad esempio Scarrittia e Huilatherium), si pensa che Colpodon fosse un animale dalle forme relativamente pesanti, dalla statura simile a quella di un montone. Il cranio era piuttosto corto e alto, dotato di una dentatura insolita se paragonata a quella della maggior parte dei suoi stretti parenti (i leontiniidi). I canini superiori erano scomparsi, e gli incisivi erano molto sviluppati ma privi dei cingoli labiali.

## Classificazione
Colpodon è uno dei primi notoungulati noti; venne descritto per la prima volta nel 1895 da Burmeister; lo studioso basò il genere Colpodon su un molare superiore e due molari inferiori ritrovati presso la foce del fiume Chubut (Argentina). Burmeister considerò Colpodon una forma intermedia tra Nesodon e Homalodotherium. Successivamente lo stesso Burmeister descrisse e raffigurò ulteriori resti della specie tipo (Colpodon propinquus). Nei primi anni del '900 Florentino Ameghino descrisse altre specie di Colpodon (C. distinctus, C. plicatus) e ritenne che questo animale fosse un rappresentante dei leontiniidi. Negli anni successivi Colpodon è stato variamente classificato tra i leontiniidi e i notoippidi, a causa della peculiare dentatura con caratteri comuni all'una e all'altra famiglia; inoltre, Colpodon aveva un astragalo simmetrico, come i notoippidi. Nel 2012 è stata descritta un'altra specie di Colpodon (C. antucoensis) proveniente dal Cile; questa specie è leggermente più recente rispetto alla specie tipo, e se ne differenziava per alcuni caratteri dentali e per un muso più stretto. 
Attualmente Colpodon è considerato un membro derivato della famiglia dei leontiniidi, un gruppo di notoungulati dalla corporatura pesante piuttosto diffusi nell'Oligocene. In particolare, lo studio del 2012 ha messo in luce strette parentele con Huilatherium e Taubatherium, due leontiniidi considerati parte di un clade tropicale i cui resti sono stati ritrovati in Colombia e in Brasile.